# سیارک ۲۱۵۵۴
سیارک ۲۱۵۵۴ (به انگلیسی: 21554 Leechaohsi، نامگذاری:1998QR69) بیست و یک هزار و پانصد و پنجاه و چهارمین سیارک کشف شده‌است که در ۲۴ اوت ۱۹۹۸ کشف شد.
قدر مطلق سیارک برابر ۳۳.۸ است.